# 港式西餐

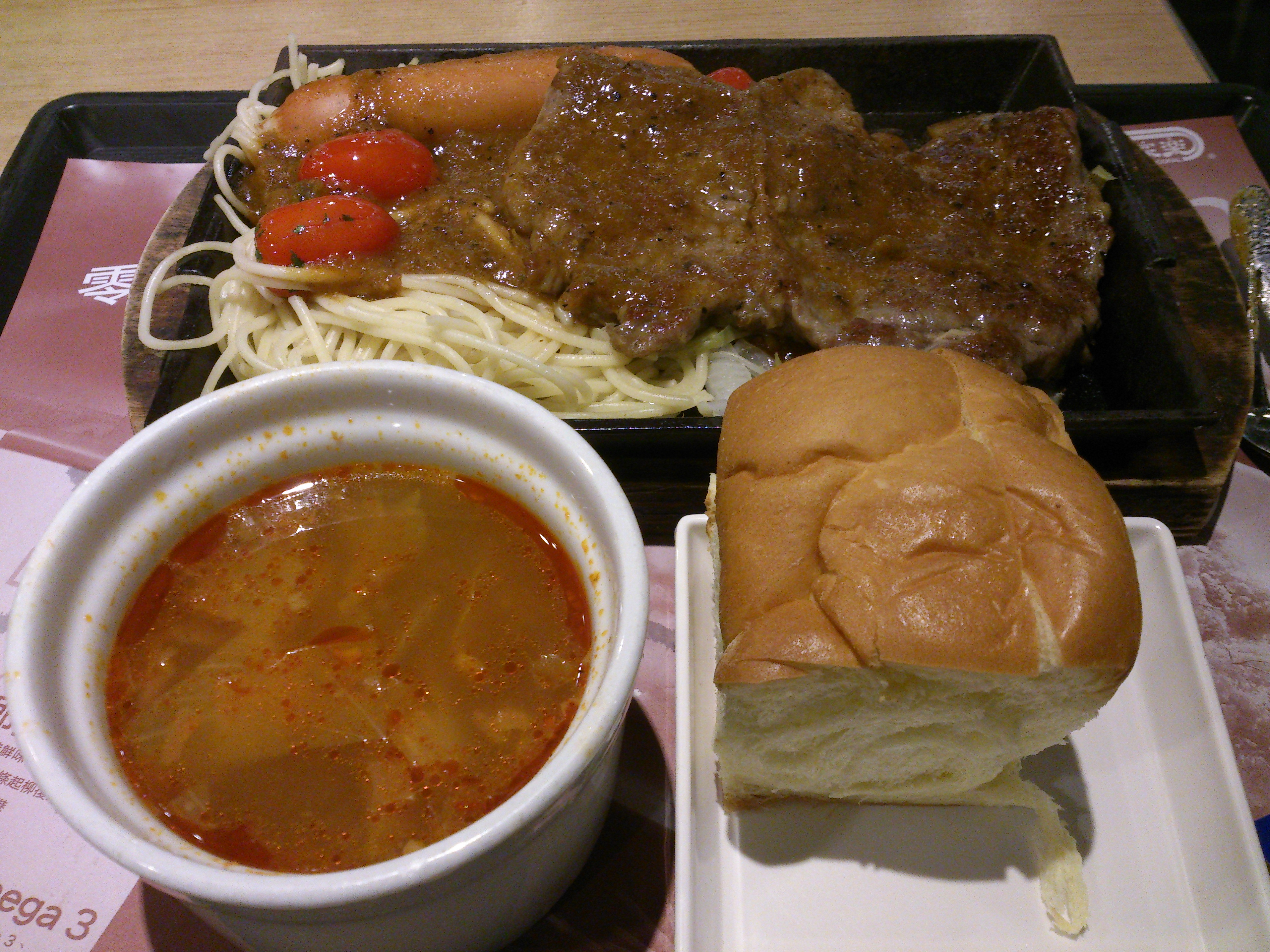
港式快餐店的一份鐵板餐，有前菜（羅宋湯和餐包），主菜是鐵板（牛排拼香腸配意大利粉）組合。

港式西餐又稱豉油西餐，是一種具香港特色的西餐料理。因為較為迎合香港人的口味和實際環境，所以常見於香港的平民化西餐廳。基本上除了專門提供外國菜的餐廳外，大部分在香港的西餐廳所供應的是港式西餐，港式西餐在茶餐廳及港式快餐店也十分常見。

## 起源
早年香港華人已有食用本土化的西餐，如「燴雜肚」和「雞肝飯」等便是適應本地港人口味的西式餐點，1920年代初香港已有不少以本地人為主要服務對象的西餐廳營業，如華樂園、威靈頓餐室，及馬玉山餐室等等。
1860年，太平館餐廳成立於廣州太平沙，相傳是第一間由本地人經營的西餐館。創辦人徐老高曾擔任洋行西廚，他調整西餐的煮法，如用醬油調味的煎牛扒和燒乳鴿，以迎合當時國人口味，故有「豉油西餐」之名，1930年代末在香港設店，至共產黨在中國大陸奪得執政權後舉家遷居香港並繼續經營餐館。
第二次世界大戰結束後的1950年代，傳統西餐廳的顧客仍是以服務居港英國人及上流社會為主，而一般香港本地人大眾的收入相對較低，普遍負擔不起傳統西餐廳的高昂消費，於是本地餐廳以香港常見的食材和調味料，仿效西餐煮食方法製作具有本土特色的西餐，價錢較大眾化，以滿足大眾對品嚐西餐的需求。港式西餐相對傳統西餐在烹調步驟方面作出簡化，可以增加上菜效率並減少客人的等候時間，以適應香港較急速的生活節奏。

## 分別
港式西餐把粵菜的烹調手法融入西餐中，醬油、鬆肉粉等常被作為醃製和烹調肉類的調味料，也會用上英國傳入的喼汁。雖然發源自烏克蘭的羅宋湯是港式西餐的常見餐湯，但是港式羅宋湯省去了紅菜頭，而使用番茄膏製作，減輕了酸味，加入的蔬菜也切得較大塊。港式白汁不會直接使用奶油製作，而使用水分較少的忌廉湯取代。

## 食品

### 前菜
通常沒有頭盤，只有餐湯和牛油麵包。餐湯常有兩至三款供客人選擇其一，最常見的是羅宋湯（俗稱「紅湯」）和忌廉湯（俗稱「白湯」），有部分餐廳還會供應中式湯（俗稱「中湯」或「例湯」），例如蘿蔔豬肉湯、木瓜雞腳湯或章魚蓮藕湯等。麵包是餐包，並配上牛油供客人塗抹。如果餐廳有提供頭盤，通常都是一碗沙律。

### 主菜

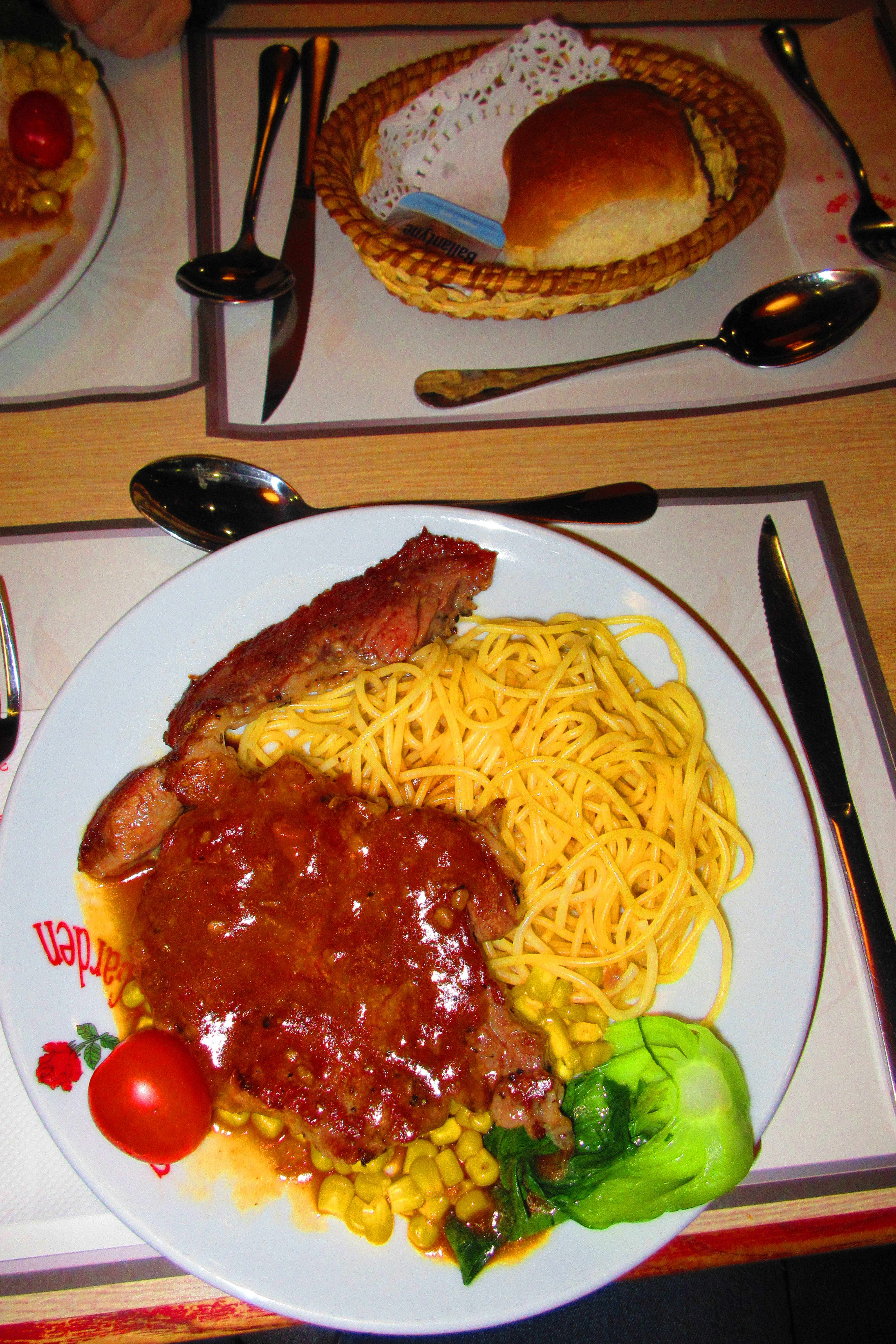
港式西餐廳供應的一碟牛排燴意粉

主菜以肉類（如牛排或豬排）或魚肉為主，以豉油調味，或以罐頭濃湯製成港式白汁代替白汁，有部分菜式容許客人選擇醬汁，通常都是洋蔥汁或黑椒汁選擇其一。部份餐廳會提供瑞士雞翼和燒乳鴿等港式西餐獨有的食物。主菜可以配上白飯、意粉或马铃薯主食（当地称薯菜）。相對焗薯、薯蓉等，薯菜較多是供應薯條。
部份港式西餐廳提供如焗豬排飯的焗飯、焗意粉和鐵板餐。

### 甜品及餐飲
不是每一間餐廳都把甜品包括在套餐內，如果有提供甜品，通常是果凍、杯裝冰淇淋等。
餐飲（俗稱「餐茶」）一般是咖啡、奶茶、鴛鴦、檸檬茶或檸檬水等。此外，有不少餐廳可讓客人額外付款，選擇紅豆冰、菠蘿冰及檸樂等「特飲」。

## 外部連接
维基共享资源上的相關多媒體資源：港式西餐